# Miocardiopatia de takotsubo
La cardiomiopatia de takotsubo o miocardiopatia de takotsubo o síndrome de takotsubo, també coneguda com a cardiomiopatia d'estrès, és un tipus de cardiomiopatia no isquèmica en la qual es produeix un debilitament temporal sobtat de la porció muscular del cor. Aquest debilitament es pot produir per l'estrès emocional, com la mort d'un ésser estimat, la ruptura, el rebuig de la parella o l'ansietat constant. Això porta a un dels noms més comuns, síndrome del cor trencat. L'estressor també pot ser físic com hemorràgia, sèpsia, feocromocitoma, lesions cerebrals, embòlia pulmonar, asma o MPOC greu. Tot i així, s'ha documentat a més que pot produir-se sense la presència d'un episodi estressant.
Es creu que un important paper un important alliberament de catecolamines com l'adrenalina i la noradrenalina per estrès extrem o un tumor que segrega aquests productes químics té un paper central. L'excés de catecolamines, quan és alliberat directament per nervis que estimulen les cèl·lules musculars cardíaques, té un efecte tòxic i pot provocar una disminució de la funció muscular cardíaca. A més, aquest important alliberament d'adrenalina desencadena les artèries es constrenyin, augmentant així la pressió arterial i més estrès al cor, quan afecta a les artèries coronàries s'impedeix que proporcionin un flux de sang i oxigen adequats i llavors s'afecta el múscul cardíac. Junts, aquests esdeveniments poden conduir a una insuficiència cardíaca congestiva.
La cardiomiopatia de takotsubo es produeix a tot el món. Es creu que la malaltia és responsable del 2% de tots els casos de síndrome coronària aguda (SCA) presentats a hospitals. Tot i que s'ha considerat que generalment és una malaltia autolimitada, resolent-se espontàniament al llarg de dies a setmanes, les observacions contemporànies mostren que les taxes de xoc cardiogènic i mort són comparables a les de pacients amb síndrome coronària aguda.
Es produeix més sovint en dones en postmenopausa. El nom takotsubo prové de la paraula japonesa que significa "trampa de pop", perquè el ventricle esquerre del cor pren una forma que s'assembla a una trampa de pop quan es troba afectada per aquesta afecció.